# قائمة قرى محافظة الإسماعيلية
قرى محافظة الإسماعيلية هي وحدات سكنية وإدارية صغيرة في محافظة الإسماعيلية في مصر، تجمعها وحدات إدارية أكبر تسمّى بـ المراكز، وقد تدرّج ظهور تلك القرى عبر الزمن لتغيّر المساحة المنزرعة سواء بالنقصان نتيجة انقطاع وصول مياه الري أو الشرب لها أو غرق المنازل في فيضان النيل أو زحف الصحراء أو هدم القرى أثناء الحروب أو الثورات؛ أو بالزيادة نتيجة زيادة السكان أو استصلاح الأراضي.
لذا كانت تُجرى عمليات مساحة للأراضي من آن لآخر في مصر لحصرها وتقدير حجم الخراج الذي يمكن استخلاصه من الأراضي المزروعة تُسمّى بـ الرّوك وتُسجّل فيه مساحات أراضي القرى في الوحدات الإدارية الكبرى المعروفة بالكور ثم بالأعمال، وكيفية توزيع مصارفها.

## قرى تاريخية
القرى التاريخية هي القرى التي ثبُت تواجدها قبل الفتح الإسلامي لمصر أو أثناءه.
| القرية      | المركز      | قبل الفتح    | الروك الصلاحي | الروك الصلاحي | الروك الناصري | الروك الناصري | التربيع العثماني | التربيع العثماني | تاريخ 1228هـ | تاريخ 1228هـ | ملاحظات |
| القرية      | المركز      | قبل الفتح    | الاسم         | التبعية       | الاسم         | التبعية       | الاسم            | التبعية          | الاسم        | التبعية      | ملاحظات |
| ----------- | ----------- | ------------ | ------------- | ------------- | ------------- | ------------- | ---------------- | ---------------- | ------------ | ------------ | ------- |
| التل الكبير | التل الكبير | بيتوم Pithom | وادي السدير   | الشرقية       | وادي السدير   | الشرقية       | وادي العباسة     | الشرقية          | التل الكبير  | الشرقية      |         |

## قرى الروك الصلاحي
قرى الروك الصلاحي هي القرى الباقية إلى اليوم، والتي ثبت تواجدها في وقت الروك الصلاحي الذي أجراه السلطان الأيوبي صلاح الدين يوسف بن أيوب سنة 572هـ/1177م، ونقل الأسعد بن مماتي أسمائها في كتابه قوانين الدواوين.
| القرية          | المركز   | الروك الصلاحي | الروك الصلاحي | الروك الناصري | الروك الناصري | التربيع العثماني | التربيع العثماني | تاريخ 1228هـ | تاريخ 1228هـ | ملاحظات                                    |
| القرية          | المركز   | الاسم         | التبعية       | الاسم         | التبعية       | الاسم            | التبعية          | الاسم        | التبعية      | ملاحظات                                    |
| --------------- | -------- | ------------- | ------------- | ------------- | ------------- | ---------------- | ---------------- | ------------ | ------------ | ------------------------------------------ |
| المحسمة القديمة | القصاصين | المحمّة        | الشرقية       | المحمية       | الشرقية       | المحمية          | الشرقية          | المحمية      | الشرقية      | منذ سنة 1317هـ/1899م، عُرفت رسميًا بالمحسمة. |

## قرى الروك الناصري
قرى الروك الناصري هي القرى الباقية إلى اليوم، والتي استُحدثت بعد الروك الصلاحي، وقبل الروك الناصري الذي أجراه السلطان المملوكي الناصر محمد بن قلاوون سنة 715هـ/1315م، ونقل ابن الجيعان أسمائها في كتابه «التحفة السنية في أسماء البلاد المصرية».
| القرية   | المركز      | الروك الناصري | الروك الناصري | التربيع العثماني | التربيع العثماني | تاريخ 1228هـ | تاريخ 1228هـ | ملاحظات |
| القرية   | المركز      | الاسم         | التبعية       | الاسم            | التبعية          | الاسم        | التبعية      | ملاحظات |
| -------- | ----------- | ------------- | ------------- | ---------------- | ---------------- | ------------ | ------------ | ------- |
| الظاهرية | التل الكبير | الظاهرية      | الشرقية       | الظاهرية         | الشرقية          | الظاهرية     | الشرقية      |         |

## قرى عصر الأسرة العلوية
قرى عصر الأسرة العلوية هي القرى الباقية إلى اليوم، والتي استُحدثت في عهد أسرة محمد علي باشا الذي أمر سنة 1227هـ/1812م بفكّ زمام القطر المصري، وعمل مسح جديد للأراضي، وتسجيلها في ديوان جديد عُرف بـ تاريخ 1228هـ.
| القرية             | المركز      | ملاحظات |
| ------------------ | ----------- | --- |
| الإسماعيلية        | الإسماعيلية | تأسست سنة 1278هـ/1862م على تلال مرتفعة كانت تُعرف بإسم «تلال الجسر»، وعُرفت في البداية بإسم «قرية التمساح»، ثم نُسبت إلى الخديوي إسماعيل في بداية عهده. |
| القنطرة غرب        | القنطرة غرب | فُصلت عن ناحية قصاصين السباخ سنة 1347هـ/1928م. |
| أبو صوير المحطة    | أبو صوير    | فُصلت عن ناحية المحسمة القديمة سنة 1350هـ/1931م. |
| أبو صوير           | أبو صوير    | فُصلت عن ناحية المحسمة القديمة سنة 1350هـ/1931م. |
| السبع آبار الغربية | أبو صوير    | فُصلت عن ناحية المحسمة القديمة سنة 1350هـ/1931م. |
| القصاصين القديمة   | التل الكبير | فُصلت عن ناحية العباسة سنة 1260هـ/1844م. |
| القصاصين الجديدة   | القصاصين    | فُصلت عن ناحيتي العباسة والمحسمة القديمة سنة 1355هـ/1936م.                                                                                            |
| المحسمة الجديدة    | أبو صوير    | فُصلت عن ناحية المحسمة القديمة سنة 1350هـ/1931م. |
| سرابيوم            | فايد        | فُصلت عن ناحيتي فايد ونفيشة سنة 1356هـ/1937م. |
| فايد               | فايد        | فُصلت عن ناحية نفيشة سنة 1348هـ/1929م. |
| نفيشة              | الإسماعيلية | فُصلت عن ناحية الوادي سنة 1317هـ/1899م. |

## قرى العصر الجمهوري
قرى العصر الجمهوري هي القرى التي استحدثت بعد سقوط الحكم الملكي في مصر.
- الأبطال، القنطرة شرق
- أبو خليفة، القنطرة غرب
- أبو سلطان، فايد
- أبو طفيلة، القنطرة غرب
- أبو عاشور، التل الكبير
- الإسماعيلية الجديدة، الإسماعيلية
- أم عزام، القصاصين
- البياضية، القنطرة غرب
- التقدم، القنطرة شرق
- الجزيرة الخضراء، التل الكبير أصلها عزبة تابعة لناحية القصاصين القديمة.[20]
- جلبانة، القنطرة شرق
- الروضة، القنطرة غرب
- الرياح، القنطرة غرب
- السلام، القصاصين
- السلام، القنطرة شرق
- الشروق، القصاصين
- الضبعية، الإسماعيلية
- عين غصين، الإسماعيلية أصلها عزبة تابعة لناحية نفيشة.[21]
- الفردان الجديدة، الإسماعيلية
- فنارة، فايد
- القنطرة شرق، القنطرة شرق أصلها ناحية تابعة لمحافظة القنال.[22]
- كسفريت، فايد
- الملاك، التل الكبير
- المنايف، أبو صوير
- النصر، القنطرة غرب
- هويس سرابيوم، فايد
- الوادي الأخضر، القصاصين

## قرى اندثرت في محافظة الإسماعيلية
| القرية | ملاحظات                                                                       |
| ------ | ----------------------------------------------------------------------------- |
| شموط   | ذكرها ابن مماتي في أعمال الشرقية، وأرضها اليوم تابعة لناحية القصاصين القديمة. |